# Ligne 48 du tramway de Bruxelles
Pour les articles homonymes, voir Ligne 48.
La ligne 48 est une ancienne ligne du tramway de Bruxelles.

## Histoire
La ligne est mise en service le 14 février 1928 en traction électrique entre la place de la Bourse à Bruxelles et l'Altitude Cent à Forest.

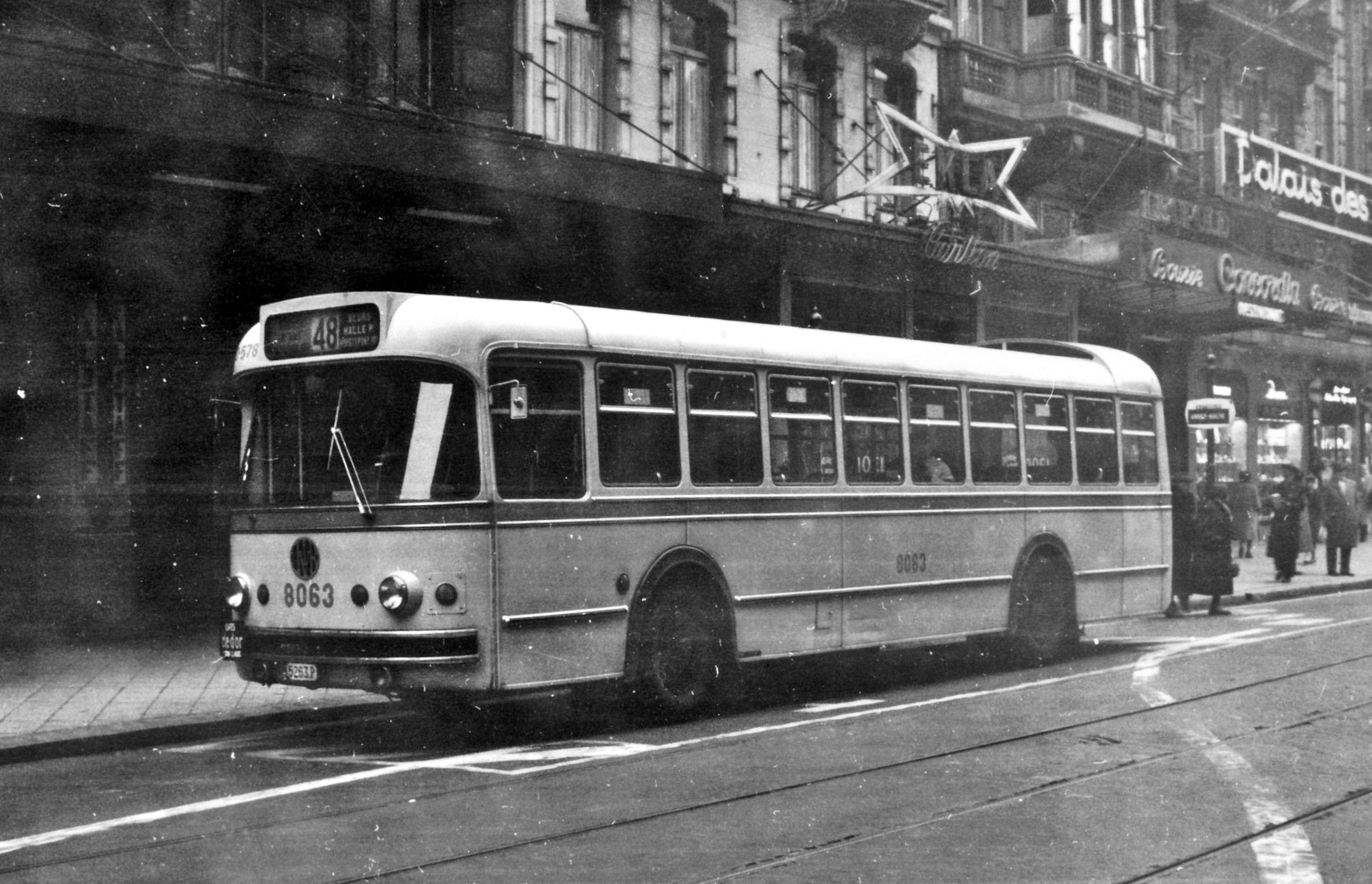
15 12 1961, autobus Brossel A96 DAR sur la ligne 48 au terminus de la Bourse, rue Henri Maus.

La ligne est supprimée le 20 novembre 1961 et remplacée par une ligne d'autobus sous le même indice.